# Heterocarpus woodmasoni
Heterocarpus woodmasoni är en kräftdjursart som beskrevs av Alcock 1901. Heterocarpus woodmasoni ingår i släktet Heterocarpus och familjen Pandalidae. Inga underarter finns listade i Catalogue of Life.